# 1998 WW31
1998 WW31, também escrito como 1998 WW31, é um objeto transnetuniano (TNO) que está localizado no cinturão de Kuiper, uma região do Sistema Solar. Ele é classificado como um cubewano. O mesmo possui uma magnitude absoluta (H) de 6,7 e, tem um diâmetro com cerca de 148 km, por isso existem poucas chances que possa ser classificado como um planeta anão, devido ao seu tamanho relativamente pequeno. Foi descoberto em 1998 pelo programa Deep Ecliptic Survey (DES). Este corpo celeste é um sistema binário, o outro componente, o S/2000 (1998 WW31) 1, que possui um diâmetro estimado em cerca de 122 km.

## Descoberta
1998 WW31 foi descoberto no dia 18 de novembro de 1998 pelo astrônomo Marc W. Buie. através do Observatório Nacional de Kitt Peak, que está localizado no Arizona, EUA.

## Órbita
A órbita de 1998 WW31 tem uma excentricidade de 0,082 e possui um semieixo maior de 44,869 UA. O seu periélio leva o mesmo a uma distância 41,204 UA em relação ao Sol e seu afélio a 48,535 UA.

## Satélite

Animação envolvendo a diferença de dois objetos com massas parecidas.

1998 WW31 forma um sistema binário com um outro objeto com a provisória designação dada pela União Astronômica Internacional de S/2000 (1998 WW31) 1: o mesmo foi o primeiro transnetuniano binário a ser descoberto desde Plutão, e um dos binários mais simétricos conhecidos no Sistema Solar. Os dois corpos tem um tamanho muito semelhante, com uma relação de diâmetros de 1,2 e uma estimativa de massa de 1,74, acredita-se que as superfícies e as densidades dos dois objetos são muito semelhantes. Seu período orbital é de aproximadamente 570 dias, e eles orbitam a uma distância de aproximadamente 4.000 km (aproximação) a 40.000 km, com um semieixo maior de cerca de 22.000 km. Seus diâmetros são prováveis que sejam em torno de 100–150 km, assumindo uma densidade de 1-2 g/cm. Suas massas combinadas é de 1/6000th a do sistema Plutão-Caronte.